# Marnaval
Marnaval est un quartier excentré de la ville de Saint-Dizier, comme Gigny, La Noue et le Clos Mortier. Elle possède une mairie annexe et une poste.

## Étymologie
Marnaval signifierait « val (vallée) de la Marne » ou bien « en aval de la Marne ». 

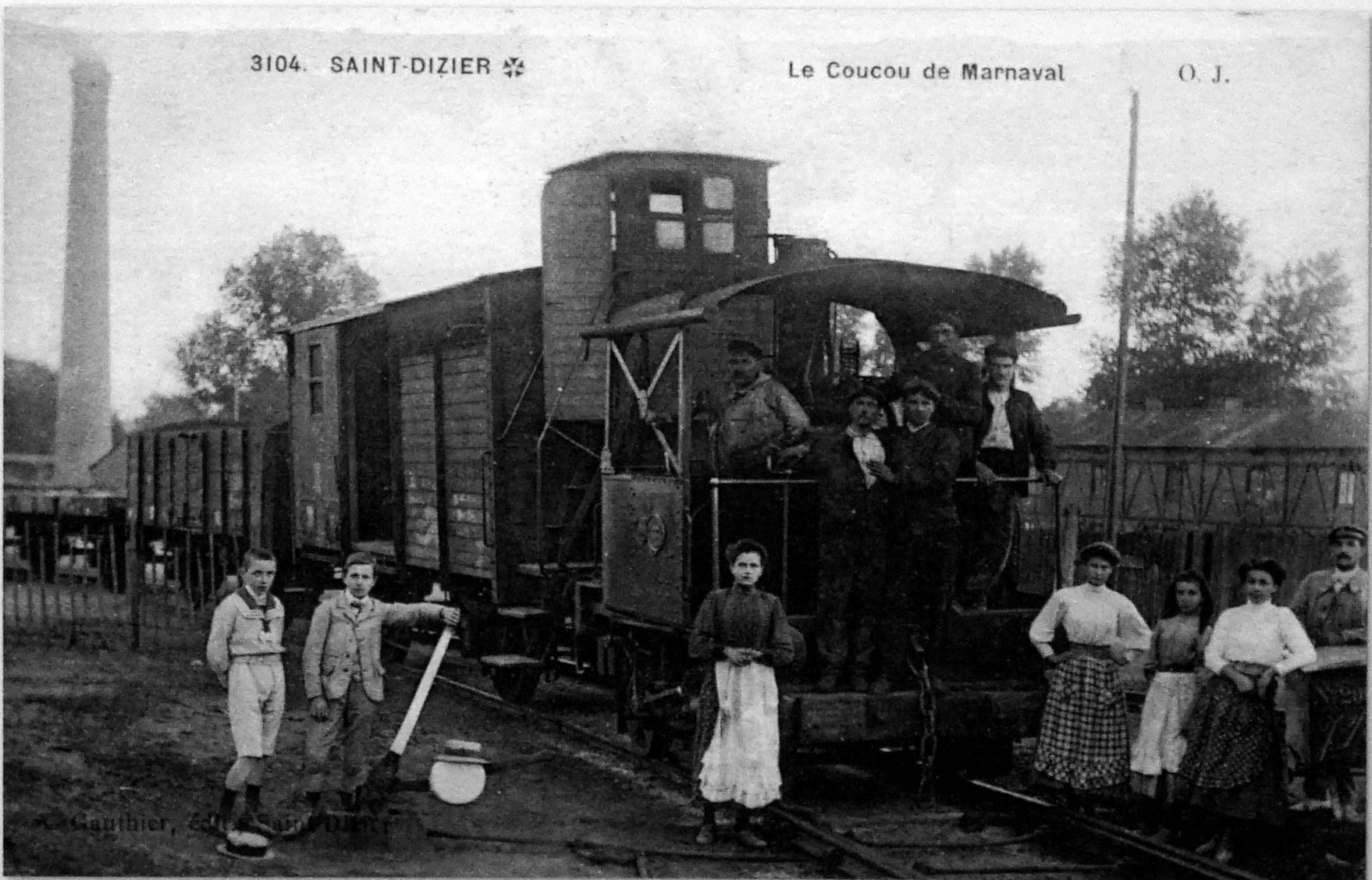
Ligne de chemin de fer, début XXe siècle.

## Géographie

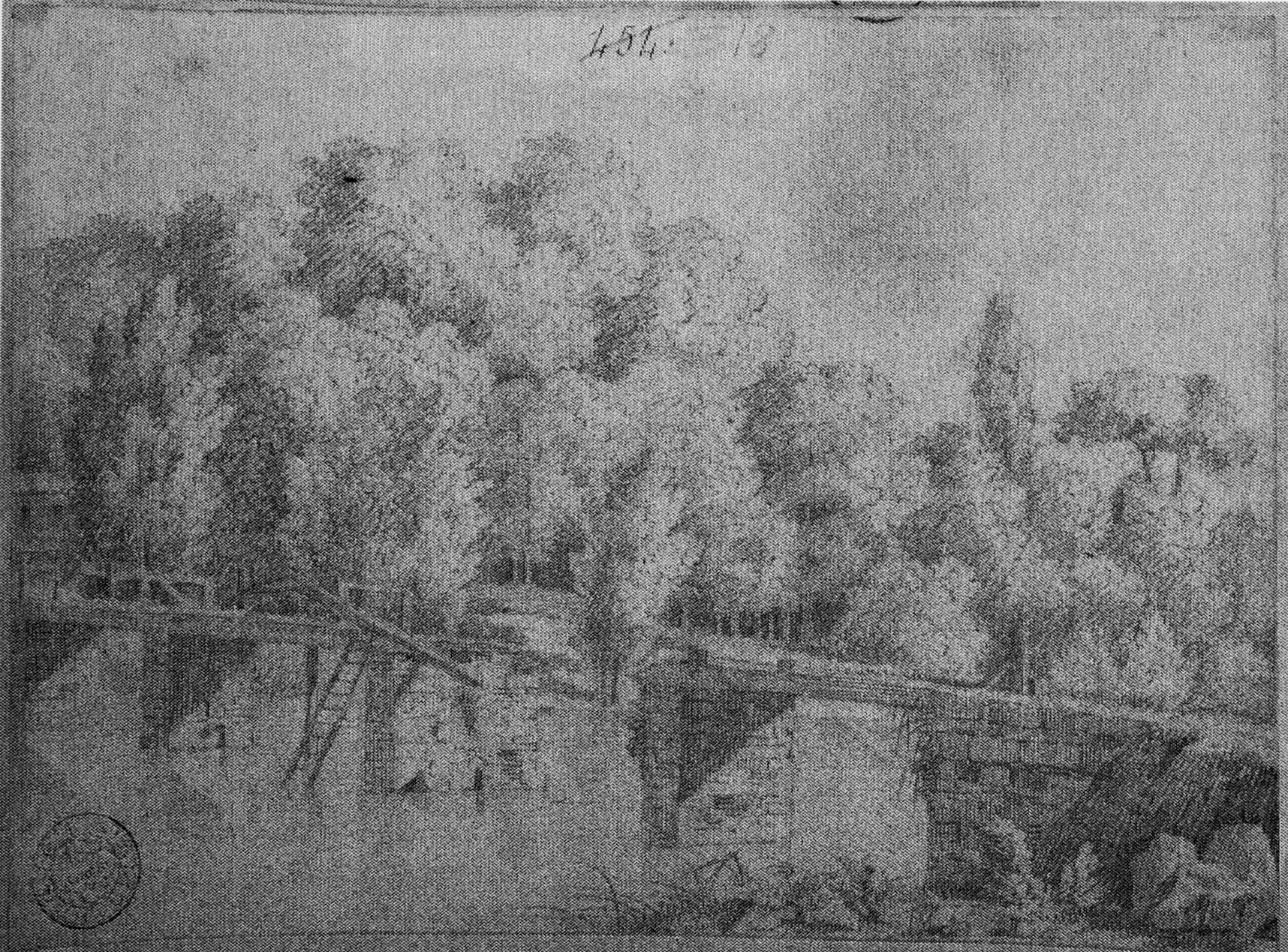
Pont du clos mortier Pernot, XIXe siècle.

Marnaval est un quartier de la commune de Saint-Dizier, situé à 4 km au sud du centre-ville, sur la route nationale 67 (reliant Saint-Dizier à la préfecture Chaumont), à proximité d'une chute d'eau sur la Marne, et tandis que la ville entourée de bois devenait la tête de pont de la navigation sur la Marne vers Paris. Là, se trouvait réunis ce qui était à l'origine de toutes les entreprises sidérurgiques du XVIIe siècle : énergies, facilités de circulation des pondéreux et même marché local de main-d'œuvre. Une cité ouvrière s'est bâtie sur la rive droite aux XIXe et XXe siècles, inexistante encore sur la carte de 1841.

## Histoire

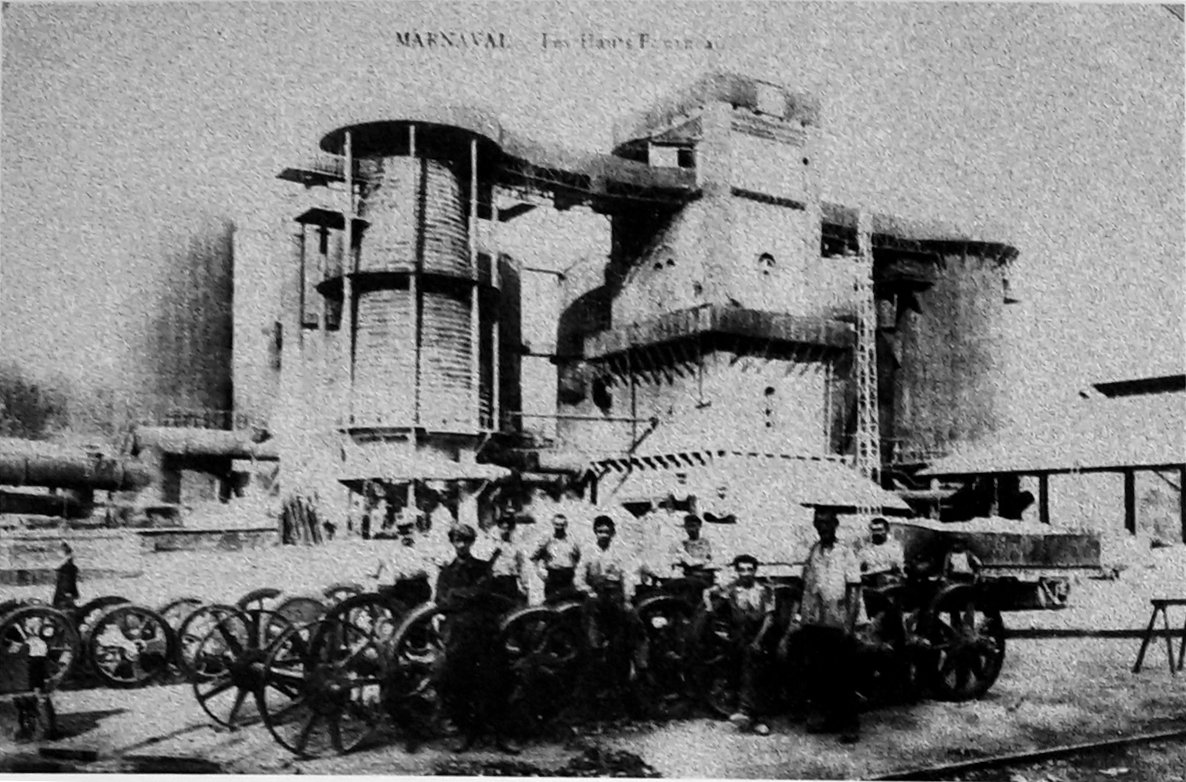
Le haut fourneau.

En 1602, Jean Baudesson, maître échevin de la ville de Saint-Dizier, songea à faire construire à ses frais une forge, dans la banlieue de la ville, à l'endroit qu'on appela « Marnaval ». Profitant du passage à Saint-Dizier du Roi de France, Henri IV pour lui demander l'autorisation de bâtir cette usine. Des lettres patentes, signées par le Roi, lui furent à cet effet accordées le 17 février 1603.
On raconte à ce sujet l'anecdote suivante : l'échevin Jean Baudesson ressemblait parfaitement au Roi Henry IV ; c'était à s'y méprendre. Lorsqu'il se rendit près du Roi, la garde, trompée par cette ressemblance, prit les armes et l'on battit aux champs. Le Roi mis la tête à la portière de sa voiture et demanda : « Est ce qu'il y a deux Rois ici ! » Puis, voyant Jean Baudesson, il fut si frappé de sa ressemblance avec lui, qu'il en fit aussitôt le sujet d'une plaisanterie : « Votre mère, dit-il à l'échevin, ne serait-elle pas allée dans le Béarn ? » À ce trait malin, Baudesson, qui était fort spirituel, répliqua, « Non, sire, mais mon père a beaucoup voyagé. » Le Roi, charmé de cette réplique, accorda gaiement à l'échevin l'autorisation qu'il venait demander. Il commença les travaux de terrassement nécessaires, de détourner le cours de la Marne afin d'avoir une chute d'eau suffisante pour le fonctionnement de sa forge. Cet établissement industriel est resté modeste comme tous les autres de la région qui en comporte beaucoup jusque vers 1860 ou 1880. À la fin du XVIIIe siècle et au début du XIXe il était constitué d'une forge et un fourneau bâtis sur la rive droite de la Marne, au pied des vignes de Clefmonts qui couvraient la côte qui relie Ancerville à Saint-Dizier. Le propriétaire de la forge possédait d'ailleurs trois journaux de cette vigne, probablement pour abreuver ses ouvriers qui étaient de l'ordre d'une dizaine à l'année.

## Monuments

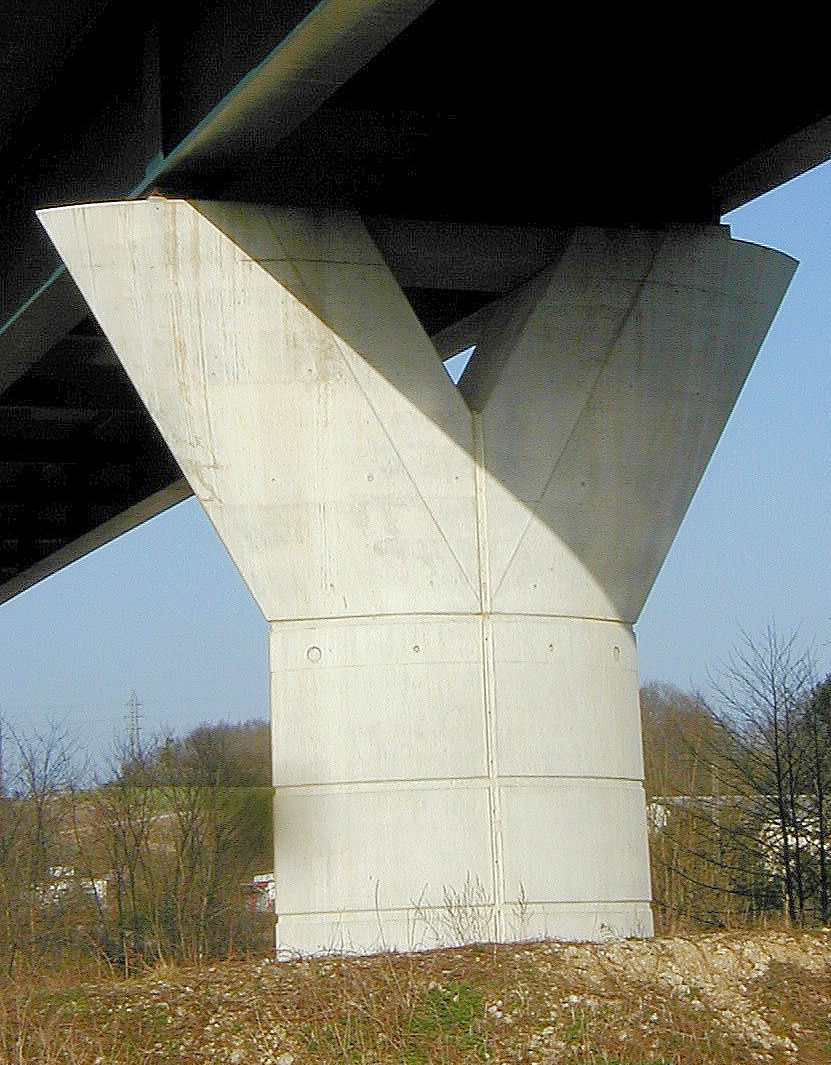
Pile du viaduc.

Marnaval possède la seule église en France faite entièrement en brique de laitier. Le 4 mai 1894, pose de la première pierre de l’église de Marnaval, et le 30 mai 1895, fin de la construction de l’église et bénédiction de celle-ci. « Point de pierre, mais du laitier », qu'on fabrique à Marnaval même, et qui consiste dans de la poussière de crasse et de chaux hydraulique, que l’on mélange avec de l’eau ; on coule dans des moules spéciaux et l’on cuit cette matière comme on fait de la tuile et la brique. Le laitier, ainsi séché, obtient la dureté du roc. Le maçon n'a rien à tailler, il n'a qu’à poser ces grosses briques couleurs blanc-gris, toutes de formes égales. Toutes ces briques de laitier ont été faites par millions dans la briqueterie de l'usine et réalisées par les ouvriers de Marnaval.
En passant sur le viaduc de Marnaval qui traverse la Marne en venant de Nancy en direction de Paris, on peut voir l'église Saint-Charles avec ses deux tours carrées et son cimetière.